# 모히니

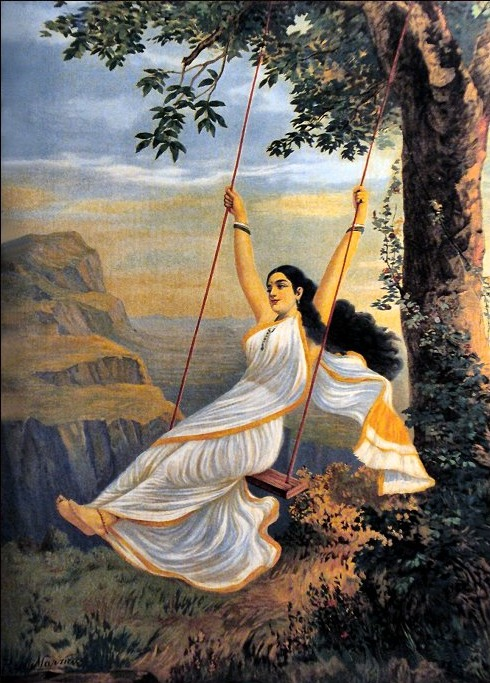

모히니(산스크리트어: मोहिनी)는 힌두교의 비슈누 신이 여성으로 화한 화신이다. 그녀는 고혹적인 팜므파탈로, 연인들을 미치게 만들고 때로는 파멸시킨다. 힌두 신화 서사시 《마하바라타》에서 모히니는 아수라들에게서 암리타를 훔쳐내 그것을 데바(신)들에게 갖다줘 신들이 영생을 되찾을 수 있게 한다.
모히니의 다양한 활약과 연애 결혼담이 전승되는데, 그 중에는 시바와 결합한 이야기도 있다. 모히니는 시바와의 사이에서 샤스타를 낳았고, 마스마수라를 파멸시켰다. 모히니는 인도 아대륙 전역에서 숭배되었으나 특히 인도 서부에서 깊이 숭배된다. 이 지역의 사원들에서는 모히니를 시바의 화신인 칸도바의 아내 마할라사로 표현한다.